# Vacanța domnului Hulot
Vacanța domnului Hulot (în franceză Les Vacances de monsieur Hulot) este un film de comedie francez din 1953, regizat de Jacques Tati.

## Distribuție
- Jacques Tati - domnul Hulot
- Nathalie Pascaud - Martine
- Micheilne Rolla - mătușa